# Blondie’s Big Moment
Blondie’s Big Moment ist eine US-amerikanische Filmkomödie in Schwarz-weiß aus dem Jahr 1947. Regie führte Abby Berlin, das Drehbuch schrieb Connie Lee nach den Comics von Chic Young. Die Hauptrollen spielten Penny Singleton und Arthur Lake. Blondie’s Big Moment ist der neunzehnte Blondie-Film.

## Handlung
Dagwood Bumstead kommt mit seiner Frau Blondie und den Kindern Alexander und Cookie von einem zweiwöchigen Urlaub zurück. Er versteht immer noch nicht, warum sein Chef Mr. Dithers ihm diesen Urlaub gegeben hat. Weil er, wie üblich, zu spät zum Bus zu kommen droht, nimmt er Donuts mit Marmelade als Frühstück mit. Im Bus kommt er aber nicht dazu, sie wie geplant zu essen. Stattdessen drückt er sie im Gedränge mehrfach auf den Anzug eines anderen Fahrgasts, der sich bald als sein neuer Chef, Mr. Radcliffe, herausstellt. Mr. Dithers hatte Dagwood in den Urlaub geschickt, um die Firma ungestört verkaufen zu können. Radcliffe beruhigt sich zwar bald wieder, aber als Dagwood mit seiner Ungeschicklichkeit auch noch Mr. Greenleaf, einen wichtigen Kunden, für den Radcliffe eine Firma bauen will, vertreibt, wird er degradiert und muss sein Büro für seinen Kollegen Ollie Merton räumen. Als Dagwood nach Hause kommt, findet er dort neben Alexander und dem Nachbarsjungen Alvin auch deren neuen Freund Slugger und deren Lehrerin Miss Gary vor. Diese will ihre Schüler progressiv unterrichten und ihnen die Arbeitsplätze der Eltern zeigen. Als erster soll Dagwood seinen vorstellen. Alexander scheint sich sehr darauf zu freuen, so dass Dagwood zusagt, um ihn nicht zu enttäuschen. Kurz darauf erzählt er Blondie von seiner Degradierung. Die beschließt daraufhin, Radcliffe zu einem Abendessen einzuladen.
Am nächsten Morgen sucht Blondie Radcliffe deswegen in dessen Büro auf. Erfreut nimmt er die Einladung an. Kurz darauf meldet sich auch Greenleaf. Er möchte geeignete Grundstücke für seine Firma besichtigen. Doch hat er an jedem, das Radcliffe, Merton und Dagwood ihm kurz darauf zeigen, etwas auszusetzen. Auf der Rückfahrt findet er aber doch noch eines, das ihm zusagt, allerdings steht es nicht zum Verkauf. Außerdem wird Radcliffe bei der Besichtigung von einem Softball am Kopf getroffen, den Slugger beim Spielen geschlagen hatte. Dagwood findet schnell heraus, dass das Grundstück einem Clarence Oliver Mayberry gehört. Er ist aber nicht erreichbar, Radcliffe bekommt nur Kontakt mit dessen Anwalt Theodore Payson. Das Abendessen, zu dem Blondie auch Miss Gary eingeladen hat, scheint anfangs ein Erfolg zu werden. Doch dann macht Radcliffe Lehrerinnen lächerlich, worauf Miss Gary ihn zurechtweist. Als Radcliffe kurz darauf erkennt, dass Slugger, auf den er wegen des Balls weiterhin sehr verärgert reagiert, viel Zeit im Haus der Bumsteads verbringt, wird das Abendessen zum Fiasko.
Am nächsten Tag gibt sich Dagwood am Telefon als Payson aus und schickt Radcliffe und Merton auf das Grundstück, damit er Blondie, Miss Gary und die Schüler im Büro empfangen und sich als Assistent Radcliffes ausgeben kann. Das läuft gut, aber Dagwood gestaltet die Führung so lang, dass Radcliffe vor deren Ende zurück ist. Er schickt die Klasse fort und feuert Dagwood. Und dann muss er auch noch Slugger hinauswerfen, der das Büro nicht mit der Klasse verlassen hat. Später am Tag ruft Payson in der Firma an und teilt Radcliffe mit, dass Mayberry das Grundstück nun doch verkaufen wolle, allerdings nur an Dagwood. Daraufhin eilt Radcliffe zu den Bumsteads. Payson ist ebenfalls dort. Er erklärt, das Geld sei Mayberry nicht so wichtig, der habe genug geerbt, wolle aber nur an Dagwood verkaufen. Es stellt sich heraus, dass Mayberry niemand anderes als Slugger ist, dem es bei den Bumsteads besser gefallen hat als irgendwo sonst in den letzten Jahren. Radcliffe stellt Dagwood also wieder in seiner ursprünglichen Position ein und gibt ihm dazu den von Blondie ausgehandelten Bonus. Alle eilen zum Flughafen und erreichen Greenleaf gerade noch rechtzeitig, um den Vertrag abzuschließen.
Running Gag mit dem Briefträger
Der Briefträger lehnt eine Unfallversicherung, die ihm der Versicherungsvertreter Mr. Little verkaufen will, ab. Das sei, wie den Verlust einzugestehen, und außerdem sei Dagwood, der ihn sonst jeden Morgen über den Haufen läuft, noch im Urlaub. Ist er nicht, wie der Briefträger kurz darauf schmerzhaft feststellen muss. Auch am nächsten Tag verweigert er die Versicherung, schließlich sei Dagwood bereits bei der Arbeit. Dafür stürmt Blondie aus dem Haus – mit denselben Folgen. Schließlich beschließt der Briefträger, in den Urlaub zu fliegen, nur um im Flughafen von den Bumsteads umgerannt zu werden. Mr. Little beobachtet dies lächelnd mit dem nicht unterschriebenen Vertrag in der Hand.

## Hintergrund
Blondie’s Big Moment war der erste Film der Serie, in dem Jerome Cowan Dagwoods Chef spielte. Verantwortlicher Artdirector war Ben Hayne. Für das Szenenbild war Louis Diage verantwortlich.
Der Film wurde von Columbia Pictures produziert und vertrieben. Gedreht wurde in der Zeit zwischen dem 12. August und dem 9. September 1946. Die Uraufführung war am 9. Januar 1947. Über eine deutschsprachige Aufführung ist nichts bekannt.

## Kritiken
Die wenigen Kritiken zu diesem Film wiesen vor allem darauf hin, dass es nichts Neues in der Serie gebe. Es sei eben ein Film für die Fans dieser Serie, für die er amüsant sei, obwohl sie sich dabei fühlen müssen, als ob sie bei den Nachbarn nachsehen würden, was es dort zum Essen gebe. Obwohl die Geschichte eher dümmlich sei und die Witze und Situationen wie Kopien aus früheren Filmen wirkten, schaffen es die Darsteller doch, sie amüsant zu gestalten. Zudem wird auf ein herrliches und überraschendes Ende hingewiesen.